# David H. Goodman
David H. Goodman est un producteur et scénariste américain.

## Filmographie

### Producteur
- 1985 : Witness to War: Dr. Charlie Clements
- 1991 : Lunatics: A Love Story
- 1994 : Tollbooth
- 2001 : Gang Tapes
- 2005-2008 : FBI : Portés disparus (64 épisodes)
- 2008-2010 : Fringe (20 épisodes)
- 2010-2011 : The Event (21 épisodes)
- 2011-2017 : Once Upon a Time (129 épisodes)

### Scénariste
- 2000 : Jack of All Trades (1 épisode)
- 2001-2002 : Angel (2 épisodes)
- 2002-2003 : Les Anges de la nuit (2 épisodes)
- 2003 : Fastlane (1 épisode)
- 2003-2008 : FBI : Portés disparus (13 épisodes)
- 2008-2010 : Fringe (6 épisodes)
- 2010-2011 : The Event (5 épisodes)
- 2011-2017 : Once Upon a Time (29 épisodes)
- 2017 : Altered Carbon

### Scripte
- 1997-1998 : Le Visiteur (11 épisodes)
- 1998-2002 : Buffy contre les vampires (95 épisodes)
- 2003 : Fastlane (1 épisode)
- 2003-2005 : FBI : Portés disparus (32 épisodes)

## Distinctions
- 1986 : Oscar du meilleur court métrage documentaire pour Witness to War: Dr. Charlie Clements[1]